# Carrousel (Plopsaland Belgium)
Carrousel is een attractie in het Belgische attractiepark Plopsaland Belgium en opende op 3 april 2004. De attractie is gelegen op het Kermisplein en heeft het thema van Samson en Gert.
Bezoekers kunnen plaatsnemen op verscheidene paardjes, draaiende gondels, en koetsen. Kinderen kleiner dan een meter dienen begeleid te worden door een persoon van minstens 15 jaar oud.
De attractie is een draaimolen van het type Double Stock Carousel van de Nederlandse constructeur Wooddesign Amusement Rides, die ook de nieuwe Wienerwalz en De Dierenmolen gebouwd heeft.

## Geschiedenis
De attractie opende samen met De Brandweer in 2004 op het Kermisplein. Oorspronkelijk stond de Carrousel tussen De Brandweer en de ingang van Het Groot Theater (tegenwoordig Wickieland).
Voor het seizoen van 2008 werd de Carrousel verplaatst nabij de ingang van het park op het Dorpsplein, op de plaats waar zich vandaag de kiosk bevindt. De attractie draaide daar zijn rondjes tot hij na het seizoen van 2010 opnieuw verhuisde naar zijn oorspronkelijke plaats.
Enkele jaren later, met de bouw van Wickieland, verhuisde de Carrousel opnieuw. In 2013 opende de Carrousel op de plaats waar zich voordien het station Kermisplein van de Plopsa Express bevond, achter de Wienerwalz en de Balloon Race.
Met het uitbrengen van de eerste bouwplannen van Circus Bumba werd bekendgemaakt dat de Carrousel verplaatst zou worden om plaats te maken voor een nieuw gebouw voor de technische dienst van het park. Oorspronkelijk was gepland om de Balloon Race te verwijderen en om de Carrousel naar deze plaats te verhuizen. Uiteindelijk werd besloten om de Balloon Race te behouden en De Brandweer te verwijderen om de Carrousel daar te plaatsen. Dit is de plaats waar 20 jaar eerder de oude Carousel stond. 

## Trivia
- Tijdens de rit spelen er orgelversies van verschillende Studio 100 nummers af.
- Bezoekers ouder dan 14 jaar mogen niet plaatsnemen op de paardjes op de bovenste verdieping.
- In mei 2011 kreeg de attractie het thema van Dobus. Voor het seizoen van 2015 werd het thema terug Samson en Gert.[1]
- De attractie kwam ter vervanging van een oudere carrousel die al tientallen jaren in het park stond.
- In Plopsa Indoor Hasselt en Plopsa Indoor Coevorden heeft Plopsa dezelfde soort Carrousels geplaatst. Ze hebben beiden ook het thema van Samson en Gert.

Afbeeldingen